# 김종수 (바둑 기사)
김종수(金鐘秀, 1962년 10월 16일 ~ )는 대한민국의 바둑 기사이다.

## 약력
경남 남해 출신으로 1989년에 입단했다. 1991년 제8기 대왕전 본선과 1993년 제1기 한국이동통신배 저단진에서 준우승하여 같은해 본선에 진출하였다. 1995년 제4기 연승바둑 최강전 본선에 올랐고 1997년 4단으로 승단했다. 2003년 제8회 삼성화재배 32강과 2004년 제1기 전자랜드배 왕중왕전 백호부 16강에 진출했다. 2005년 6단으로 승단했고 2008년과 2009년 제2, 3기 지지옥션배 본선에 연속 진출했다. 2010년 7단을 거쳐 2014년 7월에 8단으로 승단하였다. 2018년 7월에 9단으로 승단하였다.